# Полушин, Юрий Сергеевич
Юрий Сергеевич Полушин (род. 14 декабря 1954 года, Руза, Московская область, СССР) — российский анестезиолог-реаниматолог, член-корреспондент РАМН (2011), академик РАН (2016). Заслуженный врач Российской Федерации (2005).

## Биография
Родился 14 декабря 1954 года в городе Руза Московской области.
В 1978 году — с отличием окончил Военно-медицинскую академию имени С. М. Кирова, где в дальнейшем проходил курс клинической ординатуры по анестезиологии и реаниматологии (1981—1983), а затем работал старшим ординатором, преподавателем, заместителем начальника кафедры анестезиологии и реаниматологии (1983—1993).
С 1986 по 1988 годы — начальник отделения анестезиологии и реанимации 650-го военного госпиталя в Кабуле.
С 1993 по 2009 годы — начальник кафедры анестезиологии и реаниматологии, главный специалист по анестезиологии и реаниматологии Министерства обороны.
С 2005 года по настоящее время — внештатный главный анестезиолог-реаниматолог комитета по здравоохранению Правительства Санкт-Петербурга.
С 2011 года по настоящее время — заместитель директора по анестезиологии и реаниматологии — руководитель центра анестезиологии-реанимации СПб НИИ скорой помощи имени И. И. Джанелидзе.
С 2010 года по настоящее время — заведующий кафедрой анестезиологии и реаниматологии в СПбГУ.
С 2000 по 2012 годы — Президент, с 2012 года — вице-президент Федерации анестезиологов и реаниматологов России.
В 2011 году — избран членом-корреспондентом РАМН.
В 2014 году — стал членом-корреспондентом РАН (в рамках присоединения РАМН и РАСХН к РАН).
В 2016 году — избран академиком РАН (Отделение медицинских наук РАН).

## Научная деятельность
Специалист в области анестезии и интенсивной терапии при тяжелой механической, огнестрельной и ожоговой травме, при острой и плановой хирургической патологии.
Автор более 200 научных работ, в том числе 4 монографий, 4 книг, 9 руководств, 6 учебников и 9 учебно-методических пособий в области медицины критических состояний.
Главный редактор журнала «Вестник анестезиологии и реаниматологии», член редакционных советов и коллегий журналов «Анестезиология и реаниматология», «Скорая медицинская помощь», «Вестник хирургии», «Вестник интенсивной терапии», экспертного совета Министерства здравоохранения РФ по скорой медицинской помощи.

## Награды
- Орден Пирогова (2020)[4]
- Орден «Знак Почёта»
- Орден «За службу Родине в Вооружённых Силах СССР» III степени
- Заслуженный врач Российской Федерации (2005)